# Желудьево (Ярославская область)
Желудьево — деревня в Большесельском сельском поселении Большесельского района Ярославской области.

## Население
По данным статистического сборника «Сельские населенные пункты Ярославской области на 1 января 2007 года», в деревне Желудьево не числится постоянных жителей.

## География
Деревня расположена в 6 км к югу от районного центра Большое село, на левом берегу реки Молокша, левого притока Юхоти. Река Молокша протекает в глубокой долине, деревни по её берегам стоят на возвышенности, над долиной. Ниже  Желудьево по течению, к северу, на том же левом берегу стоит деревня Тупайцево, а на противоположном правом берегу Бекичево, а в противоположной стороне, выше по течению деревни Тяжино (на левом берегу) и Ивановское (на правом).